# Eagle Lake (Maine)
Eagle Lake ist eine Town im Aroostook County des Bundesstaates Maine in den Vereinigten Staaten. Im Jahr 2020 lebten dort 772 Einwohner in 607 Haushalten auf einer Fläche von 102,3 km².

## Geographie
Nach dem United States Census Bureau hat Eagle Lake eine Gesamtfläche von 102,25 km², von der 96,76 km² Land sind und 5,49 km² aus Gewässern bestehen.

### Geographische Lage
Eagle Lake liegt im Norden des Aroostook Countys auf 47°2'24" nördlicher Breite und 68°35'22" direkt am gleichnamigen See. Die Grenze zur kanadischen Provinz New Brunswick befindet sich in einer Entfernung von 25 Kilometern im Norden. Neben dem Eagle Lake im Osten der Town gibt es im Nordwesten den Dickwood Lake. Die Oberfläche der Town ist hügelig, ohne nennenswerte Erhebungen.

### Nachbargemeinden
Alle Entfernungen sind als Luftlinien zwischen den offiziellen Koordinaten der Orte aus der Volkszählung 2010 angegeben.
- Norden: Wallagrass, 6,0 km
- Osten: Unorganized Territory Square Lake, 32,7 km
- Süden: Winterville Plantation, 4,6 km
- Westen: Unorganized Territory Northwest Aroostook, 58,4 km

### Stadtgliederung
Auf dem Gebiet der Town Eagle Lake gibt es drei Siedlungsbereiche: Cushing (ehemalige Eisenbahnstation), Eagle Lake und Plaisted.

### Klima
Die mittlere Durchschnittstemperatur in Eagle Lake liegt zwischen −13,3 °C (8° Fahrenheit) im Januar und 16,7 °C (62° Fahrenheit) im Juli. Damit ist der Ort gegenüber dem langjährigen Mittel der USA um etwa 10 Grad kühler. Die Schneefälle zwischen Oktober und Mai liegen mit über fünfeinhalb Metern knapp doppelt so hoch wie die mittlere Schneehöhe in den USA, die tägliche Sonnenscheindauer liegt am unteren Rand des Wertespektrums der USA.

## Geschichte

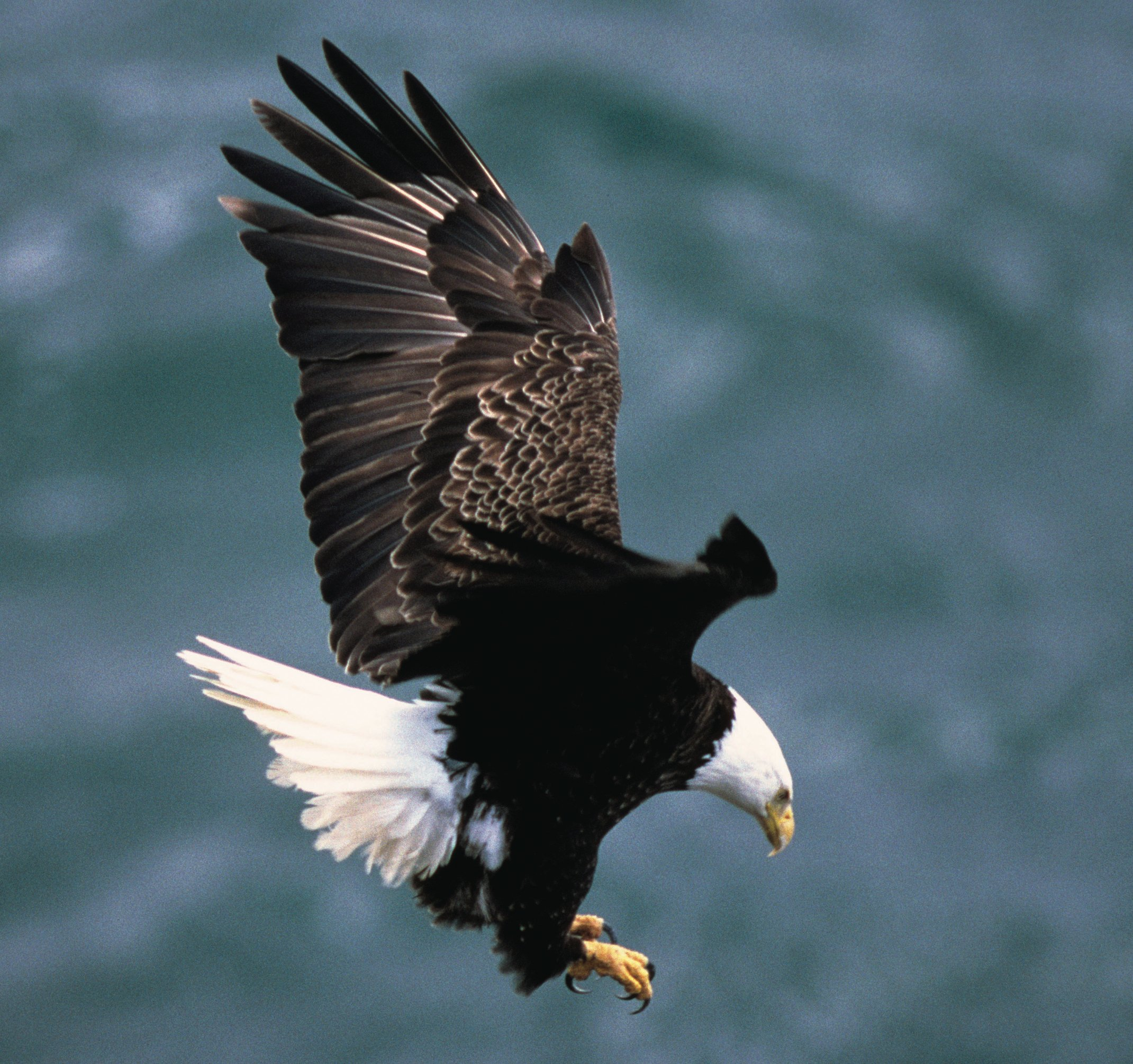
Weißkopfseeadler

Als sich im Jahre 1839 im Rahmen des Aroostook-Krieges militärische Einheiten in der Gegend aufhielten, bemerkten sie eine große Anzahl an Weißkopfseeadlern (Haliaeetus leucocephalus) (engl. Bald Eagle) und nannten den Ort und den See deshalb „Eagle Lake“. Kurz darauf ließen sich dort die ersten Siedler nieder, die eine Plantage anlegten und in der Forstwirtschaft tätig waren. Um den Bewohnern das Wahlrecht zu ermöglichen, wurde das Gebiet am 11. Juli 1859 als Eagle Lake organisiert. Zuvor war die Bezeichnung Township 16 R7 WELS. 1870 wurde das erste Sägewerk in Betrieb genommen, dem weitere folgten. 1879 waren bereits drei solcher Anlagen und außerdem eine Getreidemühle errichtet. Im Jahre 1905 wurde mit dem Bau des Northern Maine General Hospital begonnen. 1908 erfolgte der Anschluss an das Telefonnetzwerk. Zur Town wurde Eagle Lake am 16. März 1911 erhoben.
Heute ist Eagle Lake wegen der weitestgehend unberührten Natur mit nahen Wäldern und Wasserflächen und einem bemerkenswerten Wildtierbestand (u. a. Hirsche und Elche) ein beliebtes Ziel für Naturwissenschaftler, Ornithologen und Wanderer, aber auch für Angler und Jäger.
Die Big Black Site ist ein unter Denkmalschutz stehende archäologische Stätte. Sie ist etwa 0,4 Hektar groß, befindet sich in der Nähe der Mündung des Big Black River, zeugt von der Besetzung und Nutzung des Ortes über einen Zeitraum von mehreren tausend Jahren und endet in historischen Zeiten. Sie wurde 1975 ins National Register of Historic Places unter der Register-Nummer 75000090 aufgenommen.

### Einwohnerentwicklung
| Volkszählungsergebnisse – Town of Eagle Lake, Maine | Volkszählungsergebnisse – Town of Eagle Lake, Maine | Volkszählungsergebnisse – Town of Eagle Lake, Maine | Volkszählungsergebnisse – Town of Eagle Lake, Maine | Volkszählungsergebnisse – Town of Eagle Lake, Maine | Volkszählungsergebnisse – Town of Eagle Lake, Maine | Volkszählungsergebnisse – Town of Eagle Lake, Maine | Volkszählungsergebnisse – Town of Eagle Lake, Maine | Volkszählungsergebnisse – Town of Eagle Lake, Maine | Volkszählungsergebnisse – Town of Eagle Lake, Maine | Volkszählungsergebnisse – Town of Eagle Lake, Maine |
| Jahr                                                | 1800                                                | 1810                                                | 1820                                                | 1830                                                | 1840                                                | 1850                                                | 1860                                                | 1870                                                | 1880                                                | 1890                                                |
| --------------------------------------------------- | --------------------------------------------------- | --------------------------------------------------- | --------------------------------------------------- | --------------------------------------------------- | --------------------------------------------------- | --------------------------------------------------- | --------------------------------------------------- | --------------------------------------------------- | --------------------------------------------------- | --------------------------------------------------- |
| Einwohner                                           |                                                     |                                                     |                                                     |                                                     |                                                     |                                                     |                                                     | 143                                                 | 233                                                 | 313                                                 |
| Jahr                                                | 1900                                                | 1910                                                | 1920                                                | 1930                                                | 1940                                                | 1950                                                | 1960                                                | 1970                                                | 1980                                                | 1990                                                |
| Einwohner                                           | 406                                                 | 1421                                                | 1772                                                | 1780                                                | 1891                                                | 1516                                                | 1138                                                | 908                                                 | 1019                                                | 942                                                 |
| Jahr                                                | 2000                                                | 2010                                                | 2020                                                | 2030                                                | 2040                                                | 2050                                                | 2060                                                | 2070                                                | 2080                                                | 2090                                                |
| Einwohner                                           | 815                                                 | 864                                                 | 772                                                 |                                                     |                                                     |                                                     |                                                     |                                                     |                                                     |                                                     |

## Wirtschaft und Infrastruktur

### Verkehr
Als einzig größere Straße verläuft die Maine State Route 11 in nordsüdlicher Richtung durch die Town. Sie verläuft parallel zum Ufer des Eagle Lakes.

### Öffentliche Einrichtungen
Eagle Lake besitzt keine eigene Bücherei. Die nächstgelegene ist die Fort Kent Public Library  in Fort Kent.
Es gibt mit dem Mercy Home ein Krankenhaus in Eagle Lake.

### Bildung
Eagle Lake gehört mit Allagash, Fort Kent, New Canada, Saint Francis, Saint John Plantation, Wallagrass und der Winterville Plantation zum Maine School Administrative District #27.
Im Schulbezirk werden den Schulkindern mehrere Schulen angeboten:
- Community High School in Fort Kent
- Eagle Lake Elementary School in Eagle Lake
- Fort Kent Elementary School in Fort Kent
- Saint Francis Elementary School in Saint Francis
- Wallagrass Elementary School in Wallagrass